# František Doležal (palubní střelec)
František Doležal (25. ledna 1914 Litomyšl – 18. října 1942 Northolt) byl český palubní střelec 311. československé bombardovací perutě.

## Život

### Před druhou světovou válkou
František Doležal se narodil v roce 1914 v Litomyšli v rodině Františka a Leopoldýny Doležalových. Obecnou školu vychodil v Bystrém, kde jeho rodiče provozovali kartáčnictví. Poté, co si zde vystavěli dům, se rodina přestěhovala Poličky. Vyučil se kartáčníkem. Prezenční vojenskou službu odsloužil v Hradci Králové a Prostějově a v rámci ní absolvoval poddůstojnickou školu a střelecký kurz, v Prostějově pak letecké učiliště, kam se sám přihlásil.

### Druhá světová válka
Po německé okupaci v březnu 1939 opustil František Doležal ilegálně Protektorát Čechy a Morava a přes Polsko se dostal Francie, kde vstoupil do cizinecké legie. V jejích řadách působil v severní Africe. Po vypuknutí druhé světové války byl 2. října 1939 prezentován u vznikající československé zahraniční jednotky a zařazen ke francouzskému bombardovacímu letectvu. Po pádu Francie v červnu 1940 se přes Casablancu evakuoval do Spojeného království, kde v 25. července v Liverpoolu vstoupil do Royal Air Force. Po výcviku na palubního rediooperátora a střelce byl zařazen k 311. československé bombardovací peruti, kde na pozici zadního střelce nalétal tři sta operačního hodin. Ve dnech 16. srpna a 9. září 1942 se jako člen posádky spolupodílel na úspěšných útocích na německé ponorky. Dne 18. října téhož roku letěl jako cestující ve stroji Vickers Wellington T2564 KX-T v rámci přeletu do Londýna společně s dalšími třinácti příslušníky 311. perutě a jedním belgickým důstojníkem. Stroj se z nezjištěných příčin zřítil u letiště Northolt a všichni na jeho palubě a šest dalších osob na zemi zahynulo. Dosáhl hodnosti rotného. Pohřben byl 23. října na hřbitově v Brookwoodu.

## Posmrtná cenění
- František Doležal byl in memoriam povýšen v roce 1991 do hodnosti podplukovníka